# Bryan Foy
Bryan Foy (Chicago, 8 de desembre de 1896 - Los Angeles, 20 d'abril de 1977) va ser un productor i director de cinema estatunidenc. Va produir més de 200 pel·lícules entre 1924 i 1963. També va dirigir 41 pel·lícules entre 1923 i 1934. Va dirigir la unitat de les pel·lícules B a Warner Bros. on era conegut com "el guardià de les B".

## Biografia
Era el fill gran de l'estrella del vodevil Eddie Foy i va aparèixer amb el seu pare a l'obra de Vodevil "Eddie Foy and The Seven Little Foys". L'obra es va acabar quan Bryan Foy va marxar per unir-se a l'exèrcit dels EUA a la Primera Guerra Mundial el 1918, després de la qual cosa els seus germans restants van continuar actuant amb el seu pare sota el títol, "Eddie Foy and the Younger Foys", fins al 1923, quan el seu pare es va jubilar.
També va ser compositor i el 1916 va publicar diverses cançons, inclosa "My Honolulu Girl".
Foy va dirigir la unitat de pel·lícules B de Warners fins al 1942, quan l'estudi va acabar amb les seves segones funcions. Va ser reclutat a la 20th Century Fox on va produir l'aclamada pel·lícula de guerra Guadalcanal Diary el 1943. Després de la guerra, Foy va entrar a la producció cinematogràfica amb una sèrie de curtmetratges per a Universal Pictures, incloent una sèrie de The Shadow amb Foy escrivint i dirigint diversos dels dos rodets. Va romandre amb Fox fins al 1947, on va produir per a Eagle-Lion Films amb un dels seus assistents de productors, el famós mafiós Johnny Rosselli. Va ser recontractat per Warner Bros el 1950. A partir de 1954 Foy va produir pel·lícules per a Columbia Pictures. Va tornar de nou a Warners el 1962 per a les seves dues últimes pel·lícules.
Va morir a Los Angeles d'un atac de cor el 20 d'abril de 1977. Va ser enterrat al cementiri de Calvary, a East Los Angeles.

## Filmografia seleccionada
- The Swell Head (1928)
- Lights of New York (1928)
- The Home Towners (1928)
- Queen of the Night Clubs (1929)
- The Royal Box (1929)
- Stout Hearts and Willing Hands (1931)
- The Unwelcome Stranger (1935)
- Swellhead (1935)
- Road Gang (1936)
- Love Is on the Air (1937)
- Marry the Girl (1937)
- Smart Blonde (1937)
- West of Shanghai (1937)
- The Invisible Menace (1938)
- Girls on Probation (1938)
- Nancy Drew... Detective (1938)
- Comet Over Broadway (1938)
- Devil's Island (1939)
- Hell's Kitchen (1939)
- On Dress Parade (1939)
- South of Suez (1940)
- Law of the Tropics (1941)
- I Was Framed (1941)
- Wild Bill Hickok Rides (1942)
- The Loves of Edgar Allan Poe (1942)
- Little Tokyo, U.S.A. (1942)
- Berlin Correspondent (1942)
- The Undying Monster (1942)
- Chetniks! The Fighting Guerrillas (1943)
- Guadalcanal Diary (1943)
- Doll Face (1945)
- Adventures of Casanova (1948)
- Atrapats (Trapped) (1949)
- The Great Jewel Robber (1950)
- Breakthrough (1950)
- I Was a Communist for the FBI (1951)
- The Miracle of Our Lady of Fatima (1952)
- Els crims del museu de cera (House of Wax) (1953)
- The Mad Magician (1954)
- Battle Stations (1956)
- House of Women (1962)
- PT-109 (1963)